# Goldstirn-Blattvogel
Der Goldstirn-Blattvogel (Chloropsis aurifrons) ist ein ca. 20 Zentimeter großer Vertreter aus der Familie der Blattvögel.

## Aussehen

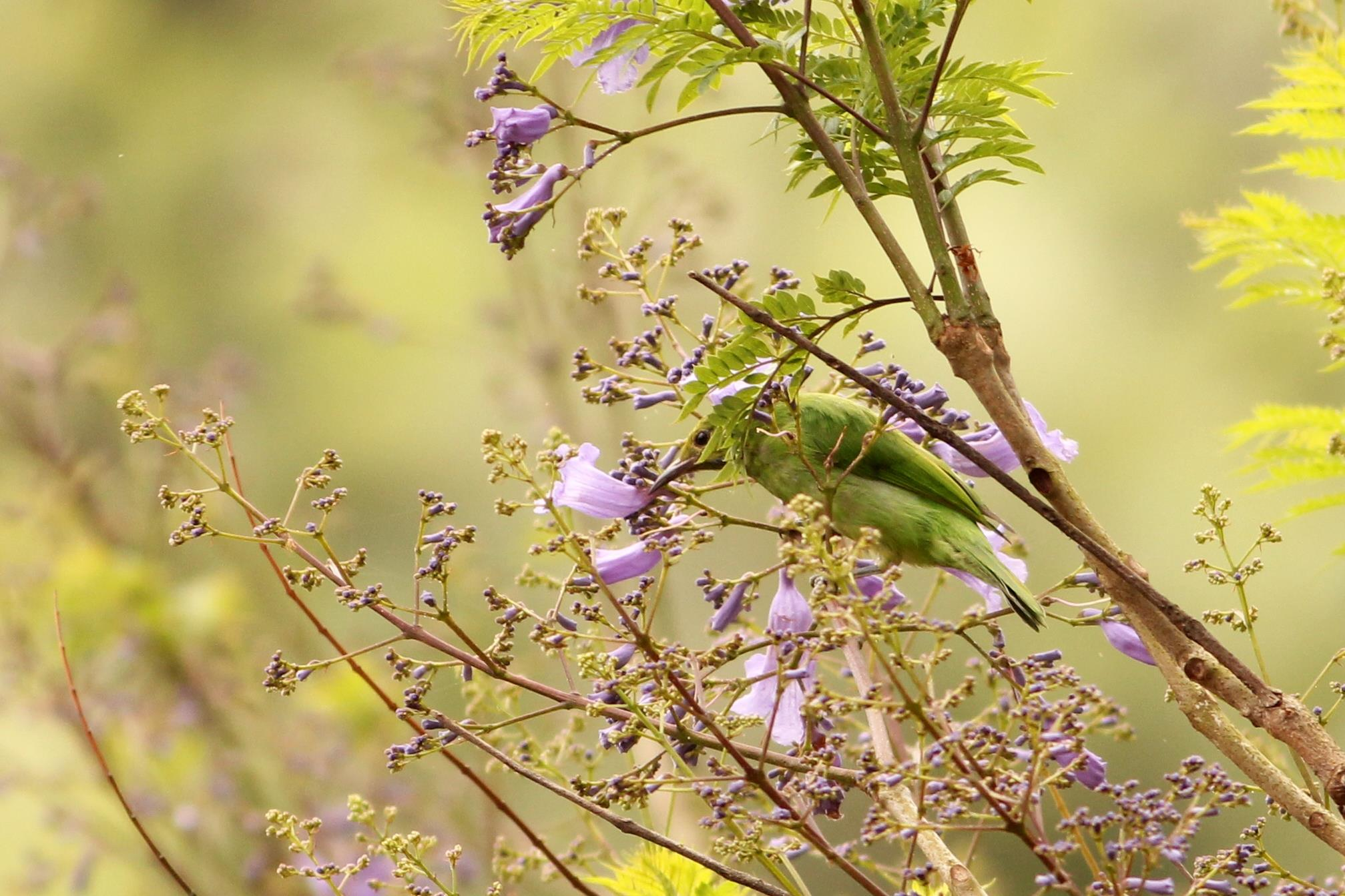
Weiblicher Goldstirn-Blattvogel

Diese Art hat ein größtenteils gelblich-grünes Gefieder. Nur der Schnabel, die Beine, die Kehle und der Bereich hinter dem Auge sind völlig schwarz. Die Stirn ist rot oder gelb oder orange gefärbt. Diese Federbereiche sind durch einen schmalen gelblichen Streifen entlang des Kopfes und der Kehlen vom übrigen Gefieder abgetrennt. Durch seine Färbung ist er gut getarnt. Männchen und Weibchen unterscheiden sich nur sehr wenig im Gefieder voneinander. Die Unterart (Chloropsis aurifrons aurifrons), die in Indien und Bangladesch vorkommt, hat statt eines grünen Bauchs einen blauen, die Unterart (Chloropsis aurifrons aurifrons) welche in Zentral- und Südindien beheimate ist, hat eine völlig schwarze Kehle.

## Verbreitung und Lebensraum
Diese Art kommt in Indien, Sri Lanka, ganz Südostasien bis zur Insel Sumatra vor. Er bewohnt die dortigen immergrünen Wälder, kommt aber auch in Gärten und Obstplantagen vor.

## Lebensweise
Der Goldstirn-Blattvogel ernährt sich vom Nektar der Korallenbäume, Loranthusgewächse. Daneben pickt er auch Beeren, Insekten und Spinnen von den Zweigen der Gewächse. Er verschmäht auch nicht Feigen. Bei der Nahrungssuche bestäubt er nebenbei die Blüten seiner Futterpflanzen. Sein Gesang ist ein melodisches Pfeifen. Daneben ahmt er auch die Rufe anderer Vogelarten nach. Diese Art lebt als Paar zusammen. Vögel, die in höheren Lagen des Himalayas vorkommen, ziehen im Winter in tiefere Lagen.

## Fortpflanzung
Die Brutzeit dauert von Mai bis August. Das napfförmige Nest, das aus dünnen Zweigen, Grashalmen und Moosen besteht, wird mit Hilfe von Spinnweben zusammengehalten. Männchen und Weibchen bauen das Nest gemeinsam. Dies befindet sich am Ende eines Astes am Baum in einer Höhe von 9–12 Metern über dem Erdboden. Das Nestinnere wird mit Gras ausgepolstert. Das Weibchen legt 2–3 helle, gelbliche mit roten Flecken versehene Eier. Nach einer Brutzeit von 12 Tagen schlüpfen die Jungen und werden von beiden Elterntieren mit Futter versorgt. Die Jungen haben ein dickes graubraunes Dunengefieder.

## Unterarten
Es sind sechs Unterarten bekannt:
- Chloropsis aurifrons aurifrons (Temminck, 1829) kommt im östlichen Himalaya bis nach Myanmar vor.
- Chloropsis aurifrons frontalis (Pelzeln, 1856) ist auf der indischen Halbinsel außer im extremen Südwesten verbreitet.
- Chloropsis aurifrons insularis Whistler & Kinnear, 1932 kommt im Südwesten Indiens und auf Sri Lanka vor.
- Chloropsis aurifrons pridii Deignan, 1946 ist im südwestlichen China und östlichen Myanmar bis in das nordwestliche Thailand und das nördliche und zentrale Laos verbreitet.
- Chloropsis aurifrons inornata Kloss, 1918	kommt im westlichen, zentralen, nordöstlichen und südöstlichen Thailand, in Kambodscha und südlichen Vietnam vor.
- Chloropsis aurifrons incompta Deignan, 1948 ist im südwestlichen Thailand, dem südlichen Laos und dem zentralen und südlichen Vietnam verbreitet.

## Gefährdung
Aufgrund ihrer weiten Verbreitung und weil für diese Art keinerlei Gefährdungen bekannt sind, stuft die IUCN diese Art als (Least Concern) ungefährdet ein.